# Chapelle des Neiges de McMurdo
La chapelle des Neiges (en anglais : Chapel of the Snows) est un sanctuaire chrétien situé sur la base antarctique McMurdo, un complexe militaire et scientifique américain établi sur l'île de Ross, dans l'océan antarctique. Elle est l'un des rares lieux de culte présents sur le continent (avec la chapelle St Ivan Rilski de la base bulgare Ohridsky, l’Église de Santa Maria sur la base argentine de Belgrano II et l’Église de la Trinité sur la base russe Bellinghausen) et sert aussi bien à la communauté catholique qu'à la communauté anglicane.
L'édifice actuel succède à une première chapelle bâtie en 1956 avant d'être ravagée par un violent incendie dans la nuit du 22 août 1978. À la suite de ce sinistre, les offices religieux furent célébrés dans un bâtiment provisoire, lequel fut finalement remplacé par le sanctuaire actuel à la fin des années 1980. La consécration de la nouvelle chapelle intervint le 29 janvier 1989, en présence de plusieurs personnalités militaires de la région. Ce premier office dans la nouvelle chapelle fut concélébré par le lieutenant Brad Yorton, chapelain militaire, et par le père Gerard Creagh, originaire de la ville de Christchurch, en Nouvelle-Zélande.
La chapelle se limite à une nef unique d'une capacité de 63 personnes. Elle est précédée d'un vestibule en saillie surmonté d'un clocher de faible hauteur. Le chœur intègre une large baie en plein cintre comportant un vitrail représentant la « Sainte-Croix ».

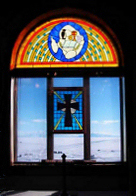
Vitrail de la chapelle des Neiges
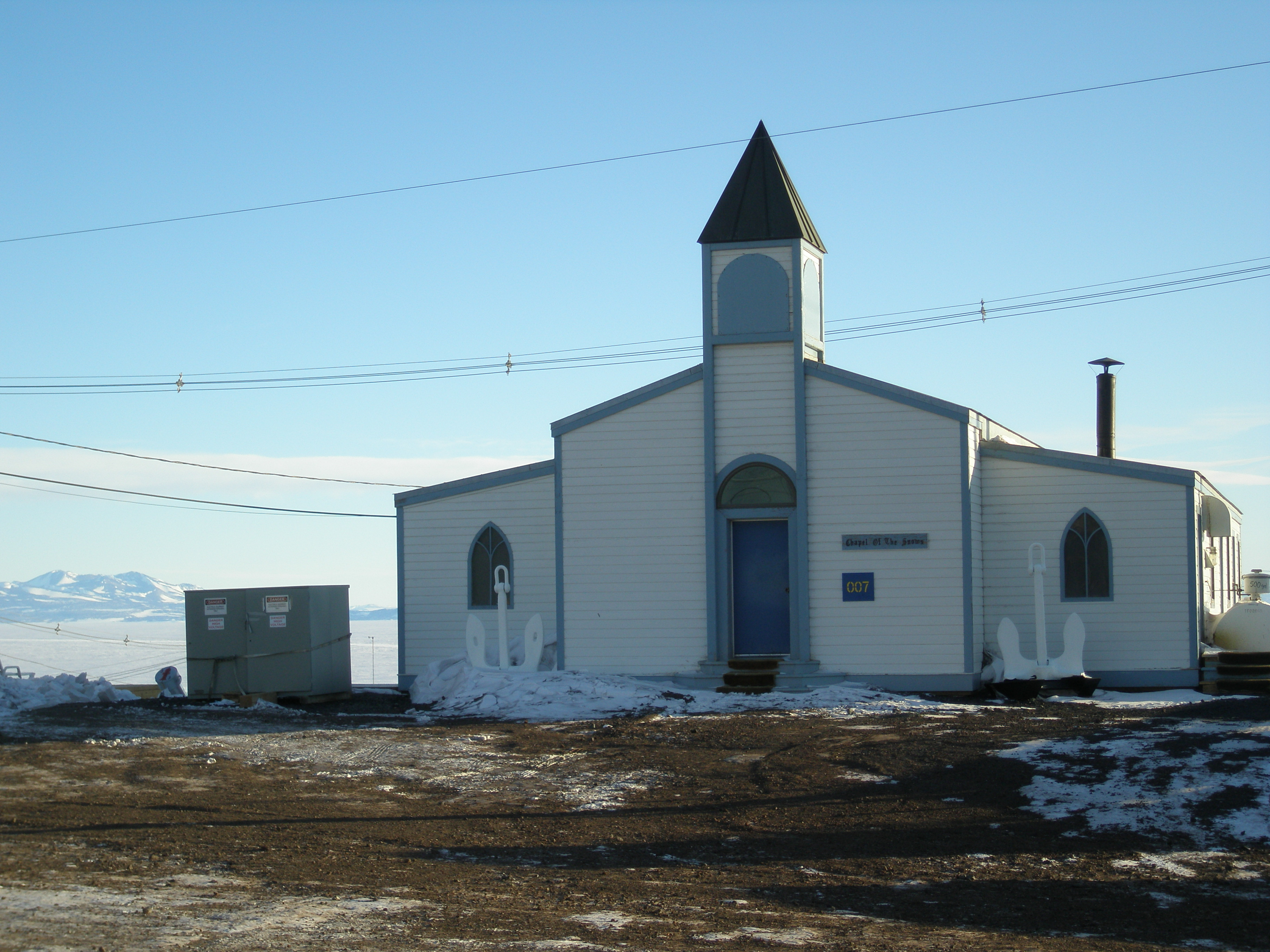
Chapelle des Neiges au printemps
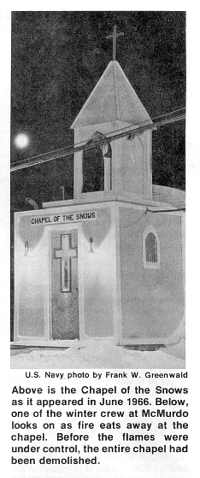
La première chapelle, détruite par un incendie en 1978